# Спомен-гробље на Јавору
Спомен-гробље на Јавору налази се на истоименој планини Јавор недалеко од Ивањице. Познато је и као спомен-обележје "Мајор Илић", по споменику мајору, на централном делу гробља. Гробље се налази на подручју на ком се одвијала одлучујућа битка у Српско-турском рату, који је у овим крајевима у народу познат под именом Јаворски рат.
Гробље је данас један од споменика културе од великог значаја као непокретно добро, подигнут у знак захвалности српским борцима погинулим на бици на Јавору 1876. године. Недалеко од гробља, налази се и Василијина чесма.
На спомен-гробљу на Јавору сахрањено је 7 хиљада српских војника који су погинули на Калипољу на Ивањдан, 6. јула 1876. године. Међу хумкама, на гробљу јаворских јунака, 24. јуна 1907. године, подигнут је споменик мајору Михаилу Илићу, који је био главнокомандујући током борби и који је био заслужан за победу српске војске у бици на Јавору, а касније и у другим биткама по Санџаку.

## Архитектура
Гробље је величине 1.5 хектара и на њему је сахрањено 7 хиљада војника. Било је добро уређено до Другог светског рата, а 1990их година је обновљено. Недавно је започела и изградња цркве у оквиру спомен-костурнице.
Споменик мајору Илићу има квадратно постоље изведено у кречњаку и саствљено од четири степенаста дела. На постољу је постављен обелиск квадратне основе са пирамидалним завршетком, изведен од белог студеничког мермера, са уклесаним крстом и годином.

## Битка на Калипољу
Српско-турски рат је била борба за независност вазалне кнежевине Србије вођена између Османског царства и Кнежевине Србије након устанка Невесињска пушка у Херцеговини, који је избио 1875. У српском народу је рат познат и као Јаворски рат, јер су се на планини Јавор вођене најтеже битке.
Битка на Калипољу је отпочела на Ивањдан 1876. године. У њој је српска војска тешко настрадала. Погинуло је око 7 хиљада српских војника, много више од тог броја је рањено, а подједнако је изгинуло и било рањено и турских бораца. Команду у бици је самоиницијативно преузео мајор Михаило Илић, који је најпре организовао своју бригаду, а затим под команду узео и друге бригаде и успео је да обиђе Турке око Јанкова врха, нападне их са леђа и извојева победу.
Српски војници погинули у тој бици сахрањени су на спомен-гробљу у Јавору, где је и подигнут споменик јаворском јунаку, команданту Михаилу Илићу.